# .vg
A .vg a Brit Virgin-szigetek internetes legfelső szintű tartomány kódja, melyet 1997-ben hoztak létre.